# CCHCR1
CCHCR1 (Coiled-Coil alpha-Helical Rod protein 1), è una proteina che nell'uomo è codificata dal gene CCHCR1.

## Significato clinico
In topi geneticamente modificati, alcuni polimorfismi di CCHCR1 possono causare una upregulation dell'espressione di alcune citocheratine, ed in particolare della citocheratina 6 (KRT6A), della citocheratina 16 (KRT16) e della citocheratina 17 (KRT17) ed alterazioni nell'espressione di altri geni associati alla differenziazione terminale ed alla formazione dell'involucro cellulare corneificato.
Questi polimorfismi di CCHCR1 possono essere associati ad una predisposizione per la psoriasi.
Il funzionamento difettoso di CCHCR1 può portare infattia ad una anormale proliferazione dei cheratinociti, che è una caratteristica fondamentale della psoriasi.

## Interazioni
CCHCR1 ha mostrato di interagire con l'enzima codificato dal gene POLR2C.